# Thompson/Center Ugalde
Thompson/Center Ugalde, ou TCU é a designação de uma classe de cartuchos wildcat desenvolvida por Wes Ugalde, de Fallon, Nevada, aumentando a boca do .223 Remington para aceitar balas maiores.
Os cartuchos foram desenvolvidos para a pistola de tiro único Thompson/Center Arms Contender e são amplamente utilizados na competição de silhueta metálica com armas curtas e na caça com armas curtas.

## Variantes
- 6 mm TCU (calibre .243)[2]
- .25 Ugalde, também conhecido como .25 TCU (6,35 mm)[3]
- 6.5 mm TCU, também conhecido como 6,5×45 mm (.264 caliber, na realidade uma bala de 6,7 mm)[4]
- 7 mm TCU (calibre .284)[5]
- .30 TCU (calibre .308)